# Kapd el, ha tudsz!
A Kapd el, ha tudsz! egy nemzetközi vetélkedő, amelyet Magyarországon a TV2-n mutatták be.
A műsorvezető Kasza Tibor volt.

## Története
2019. május 7-én Fischer Gábor, a TV2 Csoport programigazgatója a Media Hungary konferencián bejelentette, hogy megvásárolták a Catchpoint cimű műsort, és ezzel kiderült a magyar címe is. A műsor indulása előtt eredetileg Stohl András lett volna, de ismeretlen okok miatt Kasza Tiborra cserélték. A műsorvezető leleplezését és a műsor kezdési időpontját 2019. augusztus 13-án jelentették be.

## A műsor menete
A vetélkedőben két fős csapatok küzdenek meg egymással, akiknek különféle kérdésekre kell válaszolniuk. A válaszlehetőségeket egy hatalmas LED-falra vetítik ki, az egyik csapattagnak pedig az általa vélt jó válasz alá kell állnia. Ha helyesen válaszolt, akkor egy labda esik a fejére, melyet el kell kapnia. Ha rosszul, de fizikailag közel van a jó válaszhoz, a leeső labdára pedig gyorsan tud reagálni, még mindig van esélye elkapni azt és így nem elbukni a pénznyereményt.